# 慧景軒

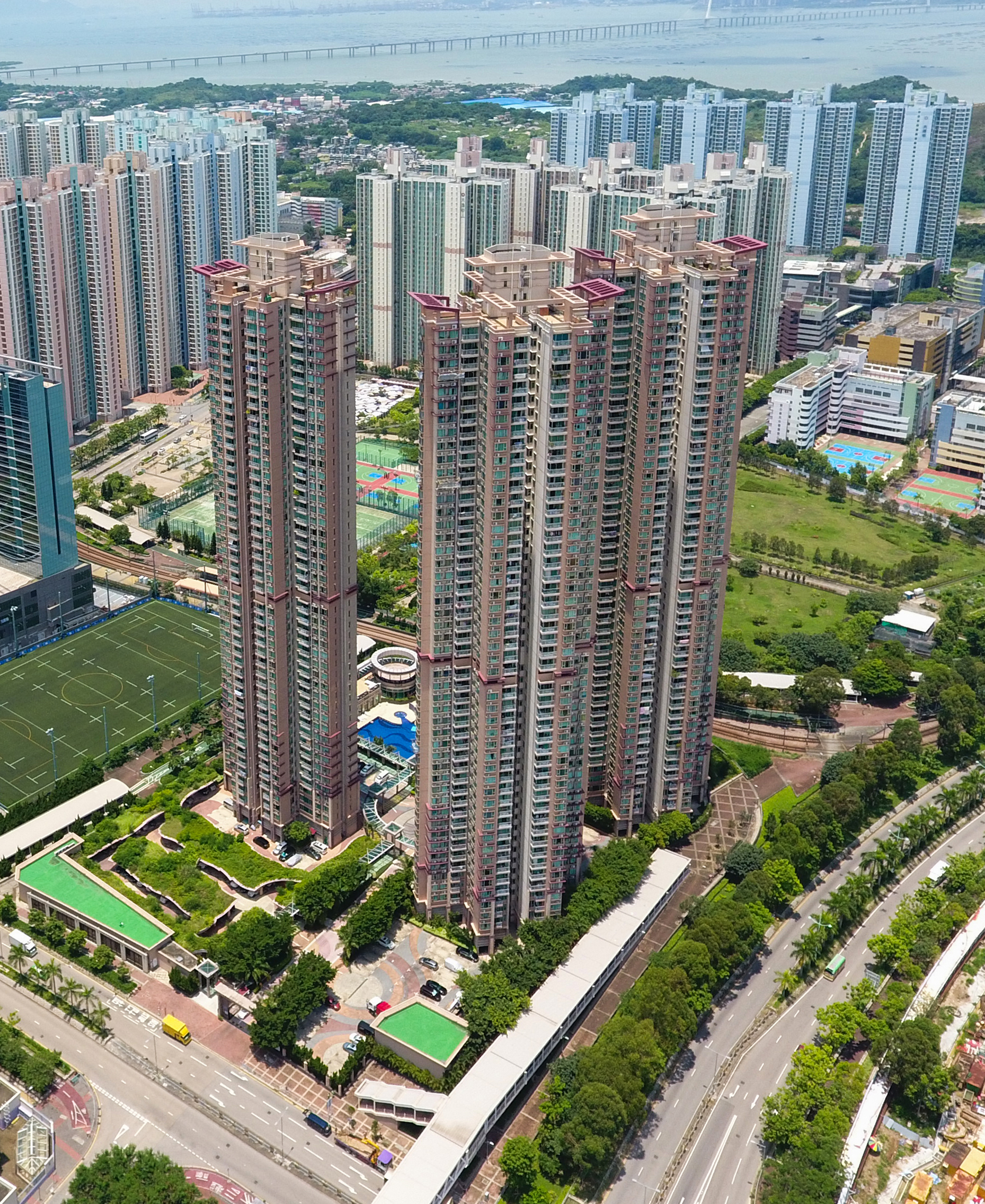
從高空眺望慧景軒

慧景軒（英語：Vianni Cove）是香港新界元朗區天水圍北部天葵路33號的一个私人屋苑，發展商為長江實業和新鴻基地產，於2004年建成，設有3座51至52層的住宅，提供1091個單位，鄰近香港濕地公園、俊宏軒、天逸邨、天晴邨、Wetland Seasons Park、天水圍（天業路）社區健康中心和輕鐵天秀站，為在Wetland Seasons Park落成前最接近濕地公園的私人屋苑。屋苑大部分單位景觀開揚，可遠眺米埔、后海灣甚至深圳，也是區內三個可飼養狗隻的屋苑之一（其餘二個為Wetland Seasons Park及Wetland Season Bay）。管理公司是長江實業旗下的港基物業管理。

## 歷史
在規劃初時為商業用地，慧景軒所在地皮是發展商在1999年10月拍賣會上5.55億港元投得的，面積16萬方呎。2003年2月，發展商開售，期間沙士疫情初現，加上樓市下滑，發展商以低於市場預期近2成出售，平均呎價僅1313元，即供售價由94.9萬至150.2萬元，最低呎價1219元，被形容「時光倒流至1991年水平」。
而發展商為吸引區內買家，在2001年1月底前購入天水圍嘉湖山莊的業主提供3%的樓價折扣，而租客可獲2%的折扣優惠。

## 設施
屋苑會所佔地80,000呎，設有25米戶外「光纖變色泳池」、按摩池、兒童高爾夫球揮杆場、燒烤場、攀石牆、親子種植樂園、健身室、圖書閱讀室、電腦遊戲中心及鋼琴練習室等。停車場提供234個車位。
所有樓宇一律採用東芝升降機。

## 交通

### 居民巴士
屋苑內曾設有居民巴士服務，由慧景軒循環途經天水圍站、天河路及嘉湖銀座。屋苑住戶可免費乘搭，非住戶須持有乘客券才可乘車。
此服務由營辦商倫敦旅運以合約式出租客運牌照（A08） （页面存档备份，存于）提供。但運輸署以營辦商於30天內在相同路線提供超過2天的客運服務，未獲遵守《道路交通條例》（第374章）第30條，以及違反了A08牌照的條款為由，指令營辦商不能在合約屆滿後（即2012年4月30日後）繼續提供服務。運輸署又以專巴路線不可與公共運輸工具重疊為由，拒絕向營辦商發出居民巴士服務牌照（A06） （页面存档备份，存于），所以有關服務已於2012年5月1日終止。

## 外部連結
- 慧景軒官方網站 （页面存档备份，存于）
- 中原地产 （页面存档备份，存于）